# Bazylika kolegiacka Matki Bożej Pocieszenia i św. Stanisława Biskupa w Szamotułach

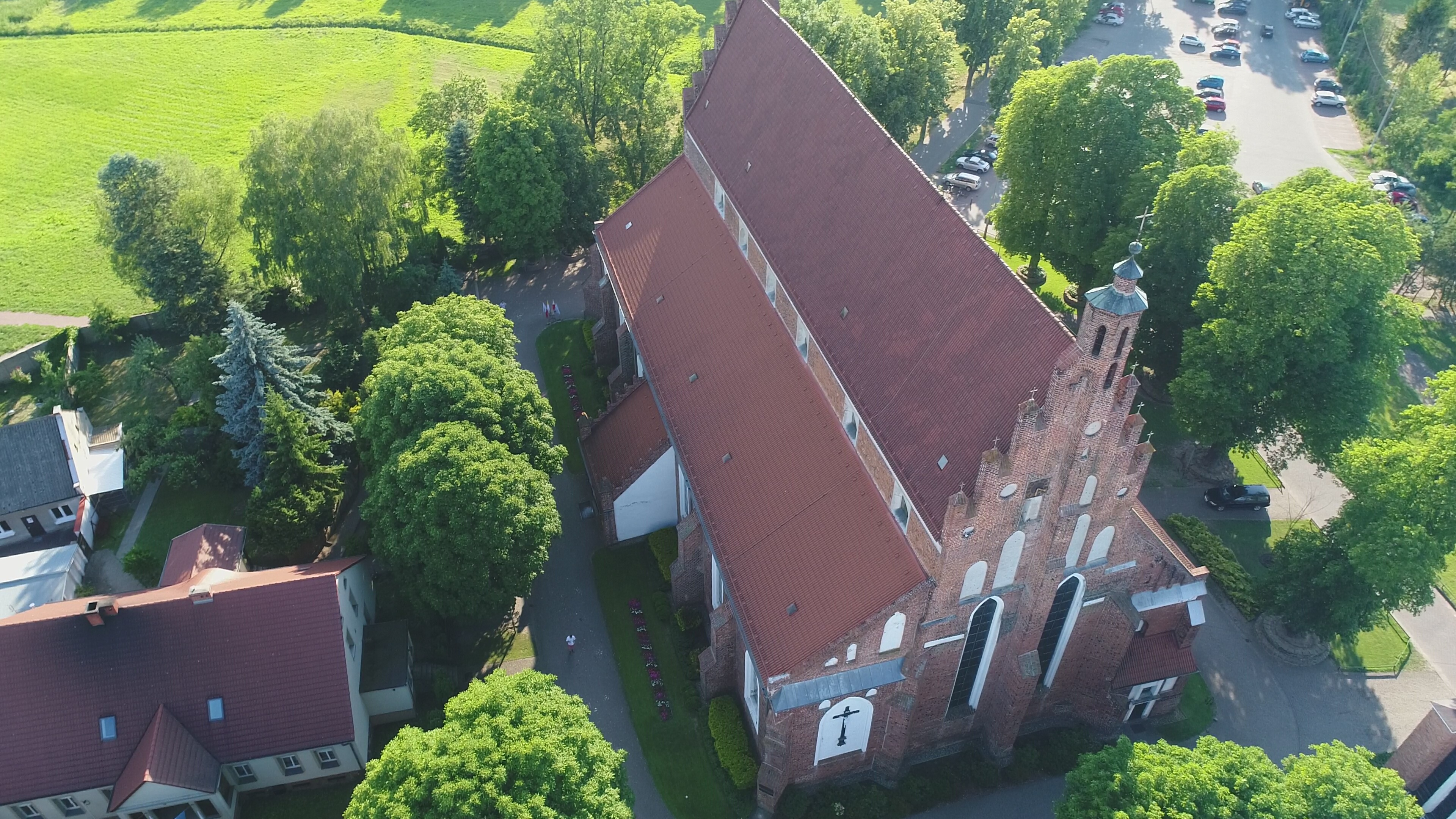

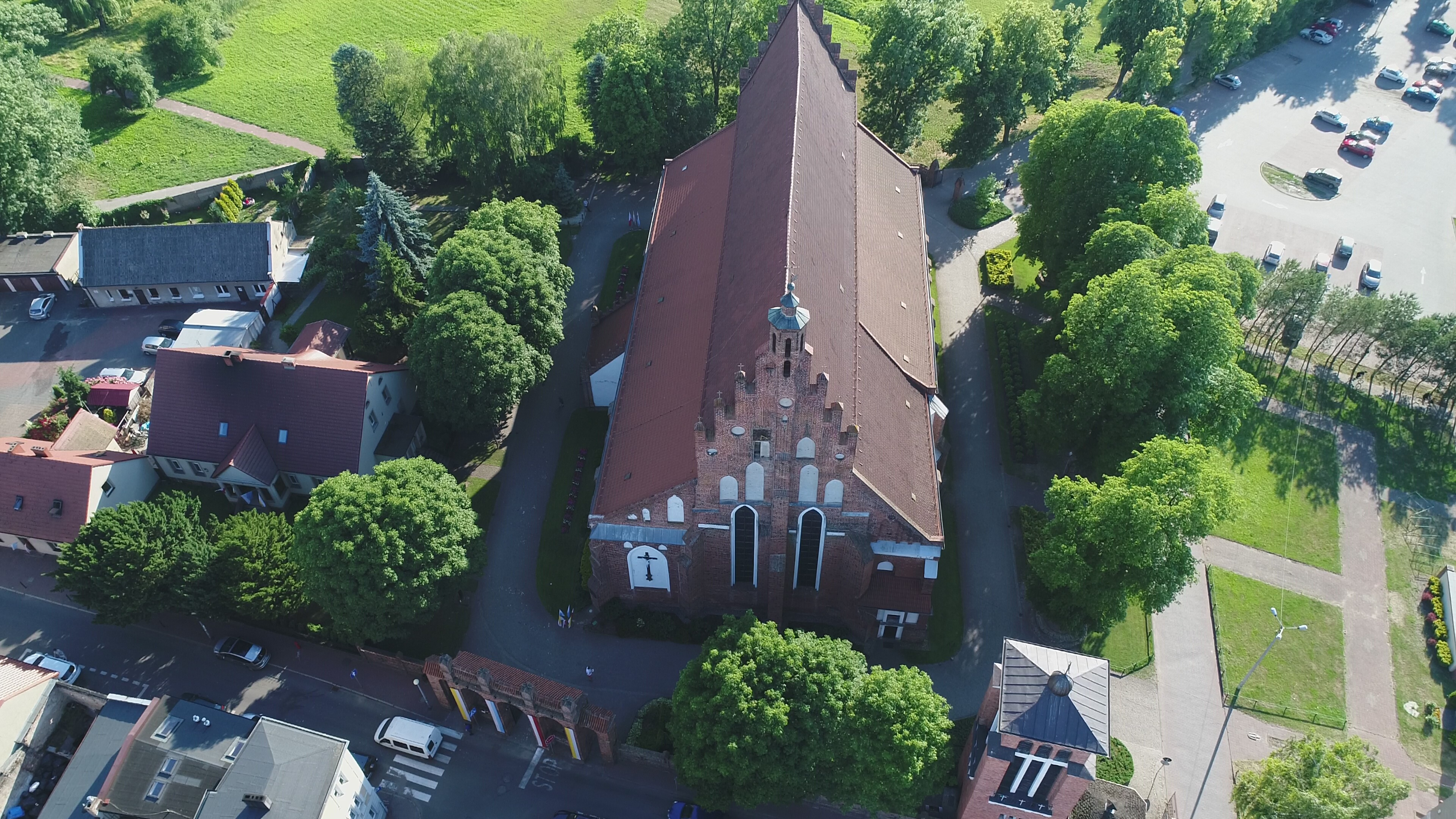

Bazylika kolegiacka pod wezwaniem Matki Bożej Pocieszenia i św. Stanisława Biskupa w Szamotułach – gotycki kościół zbudowany w 1. połowie XV wieku w Szamotułach.

## Historia

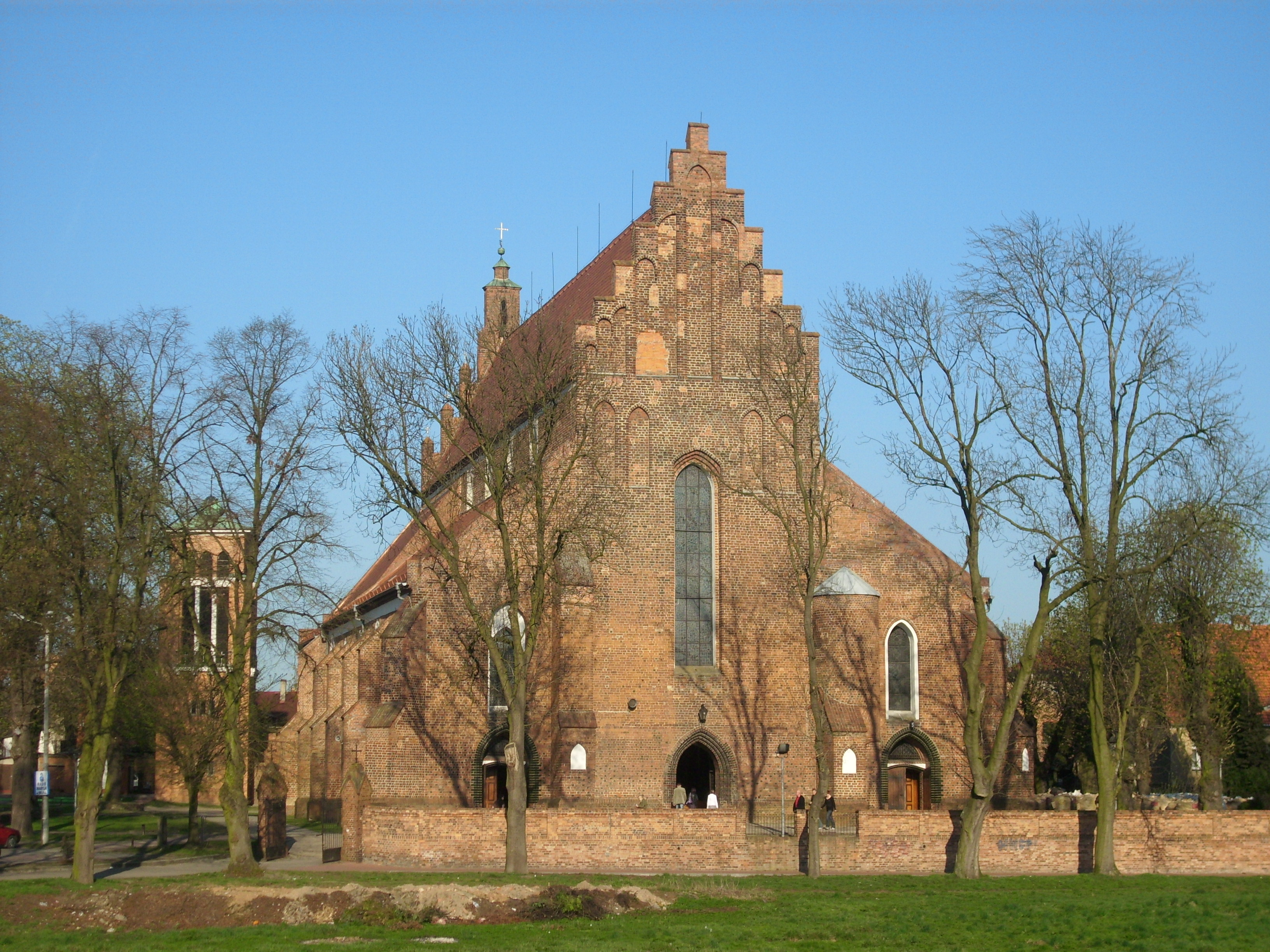
Bazylika w Szamotułach, widok od strony zachodniej

Najstarszy zabytek w Szamotułach, jeden z najcenniejszych obiektów architektury gotyckiej w Wielkopolsce. Zbudowany w latach 1423–1431 (w miejscu dawnego kościoła), z fundacji Dobrogosta i Wincentego Świdwów – Szamotulskich. Od 1423 r. przy kościele funkcjonowała prepozytura i Kolegium ośmiu kapłanów – mansjonarzy. W 1542 roku biskup Sebastian Branicki powołał kapitułę kolegiacką, a kościołowi nadał godność kolegiaty. Kościół rozbudowany w XVI wieku (1513-1542 staraniami Łukasza Górki; zwężenie i podwyższenie prezbiterium, nowe filary, sklepienia, arkady międzynawowe, dobudowanie wieży), a następnie również w XVII i XIX wieku. W czasie reformacji kolegiatę należała od 1569 roku do luteran, a od 1573 roku do braci czeskich. Od 1594 roku kościół wrócił we władanie katolików. W 1666 roku w kościele umieszczono obraz Matki Bożej Pocieszenia. Po licznych katastrofach (powodziach i pożarach) w XVII i XVIII wieku, dokonano remontu kolegiaty (1772 – m.in. pokrycie nowym dachem), środki na ten cel pozyskano ze sprzedaży części wotów. W latach 1884–1890 wybudowano wschodnią bramę – dzwonnicę, otynkowano wnętrze i dobudowano kruchtę od strony południowej. W 1930 roku od strony wschodnie wybudowano dzwonnicę. Po śmierci proboszcza Walentego Kozłowskiego kapituła kolegiacka przestała istnieć, chociaż formalnie została to potwierdzone dopiero sto lat później w 1935 roku. 6 października 1941 roku wojska niemieckie rozpoczęły grabież kolegiaty. Skradziono między innymi dzwony z kurantami, obraz Wniebowzięcie Najświętszej Marii Panny z ołtarza głównego czy płytę nagrobną z XVI wieku. Kościół ponownie oddano wiernym po wyzwoleniu miasta, 27 stycznia 1945 roku. W roku 1952 odnowiono wnętrze kościoła. W 1970 roku Kardynał Stefan Wyszyński dokonał koronacji obrazu Matki Bożej Pocieszenia koronami papieskimi, a tytuł kościoła zmieniono na kościół pokolegiacki pod wezwaniem Matki Bożej Pocieszenia i św. Stanisława Biskupa Męczennika. W 2000 roku arcybiskup poznański przywrócił godność kolegiacką i powołał Kapitułę Kolegiacką Matki Bożej Pocieszenia i św. Stanisława Biskupa i Męczennika w Szamotułach. W 2008 roku kardynał metropolita krakowski Stanisław Dziwisz przekazał szamotulskiej kolegiacie relikwie św. Stanisława Biskupa. W 2014 roku kolegiata otrzymała godność bazyliki mniejszej.

## Architektura

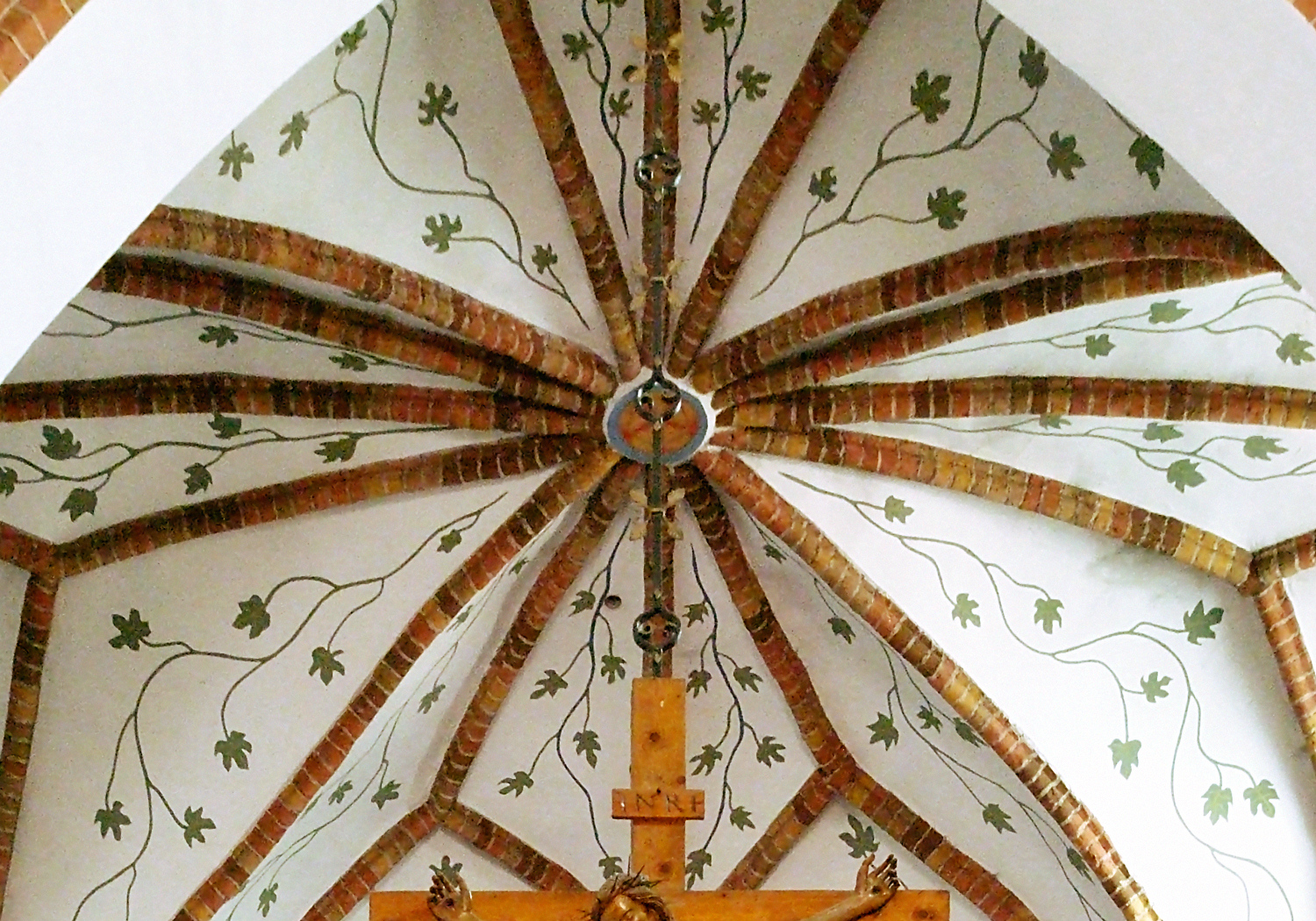
Fragment sklepienia gwiaździstego

Późnogotycki, bazylikowy, trójnawowy, murowany z cegły (polski układ) na rzucie prostokąta, siedmioprzęsłowy kościół (dwa przęsła w chórze, pięć w korpusie świątyni), o wymiarach 47 metrów długości, 24 metry szerokości i 20 metrów wysokości nawy głównej. Zarówno korpus, jak i chór trójnawowe. Nawa północna w chórze węższa i krótsza od południowej, a to z uwagi na znajdującą się kiedyś we wschodniej części nawy północnej zakrystię. Przęsła w prezbiterium w nawie głównej wyodrębnione łukiem tęczowym, w bocznych natomiast wyodrębnione gurtami. W nazwie głównej i prezbiterium przęsła prostokątne, w nawach bocznych z kolei kwadratowe. Arkady międzynawowe ostrołukowe – wsparte na filarach kwadratowych. Sklepienia gwiaździste. Dach dwuspadowy (nawa główna) i pulpitowy (nawy boczne) kryty dachówką. Od strony południowej kruchta z odrębnym dachem pulpitowym. Od zachodu fasada rozczłonkowana szkarpami, trzy portale z kolorowej, profilowanej, ceramicznej cegły, nad portalami okna. Szczyt kościoła schodkowy z blendami. Elewacja od strony wschodniej silnie rozczłonkowana ze szkarpą pośrodku (na całej wysokości), która przechodzi w wieżyczkę sześcioboczną z sygnaturką. Od wschodu również zakrystia, natomiast nad nią biblioteka. Sklepienie w zakrystii kolebkowe. Okna rozglifione, ostrołukowe, w głównej nawie do znacznej wysokości zamurowane, na zamurowaniu polichromia z 1952 roku autorstwa Józefa Filigera i Alojzego Gielniaka według projektu Wacława Taranczewskiego. Swoim kształtem szamotulska bazylika naśladuje formę tak zwanej bazyliki śląskiej.

## Wnętrze

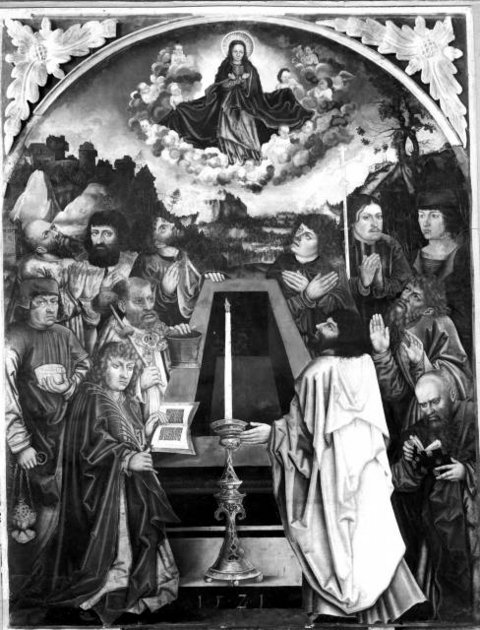
Centralna scena z pierwotnego tryptyku z 1521 roku nieznanego autora pt. Wniebowzięcie Najświętszej Marii Panny z ołtarza głównego skradziony przez hitlerowców

Do najciekawszych elementów wyposażenia wnętrza należą:

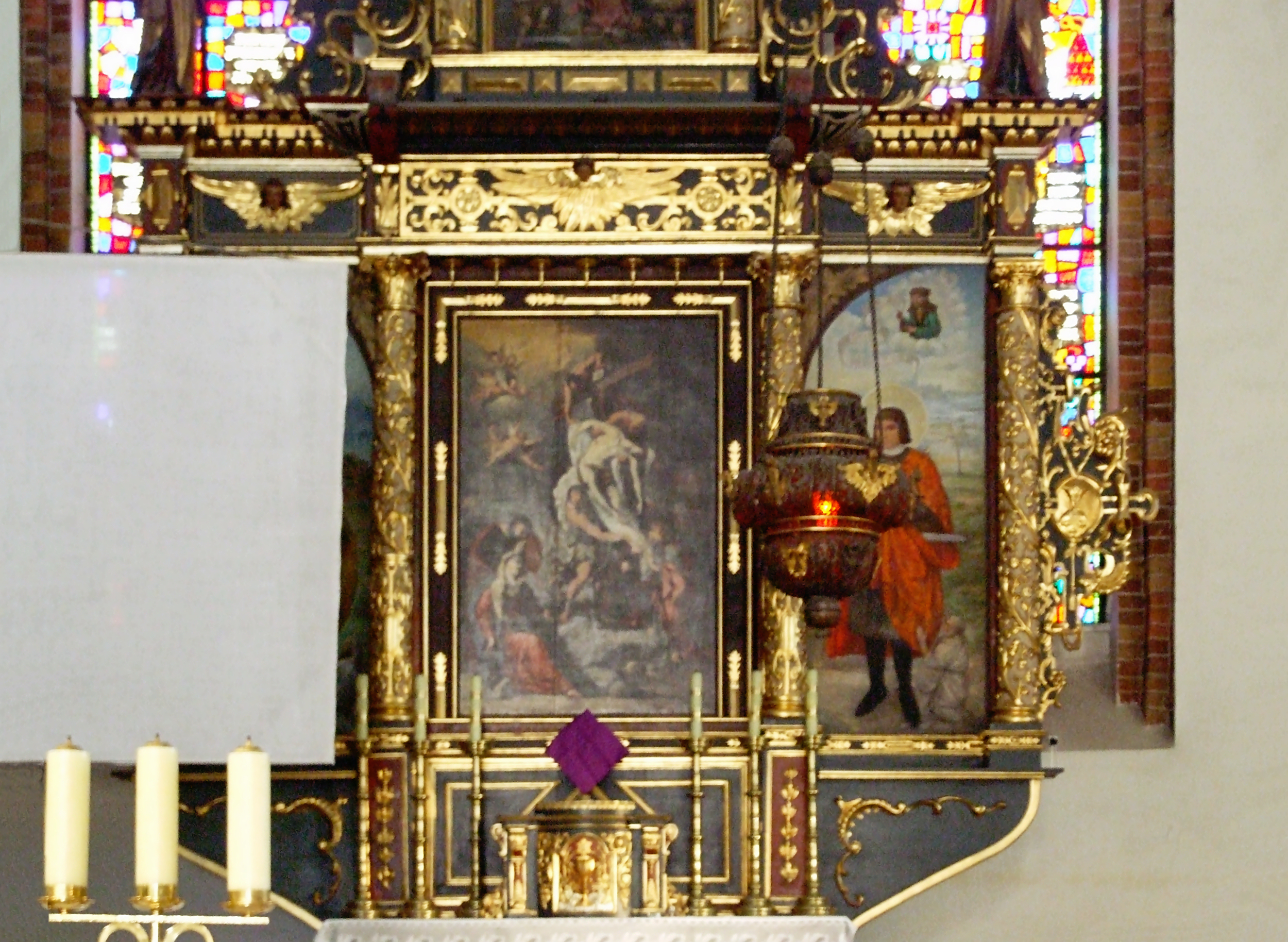
Późnorenesansowy ołtarz główny z około 1616 r. – z obrazami w miejscu skradzionego tryptyku

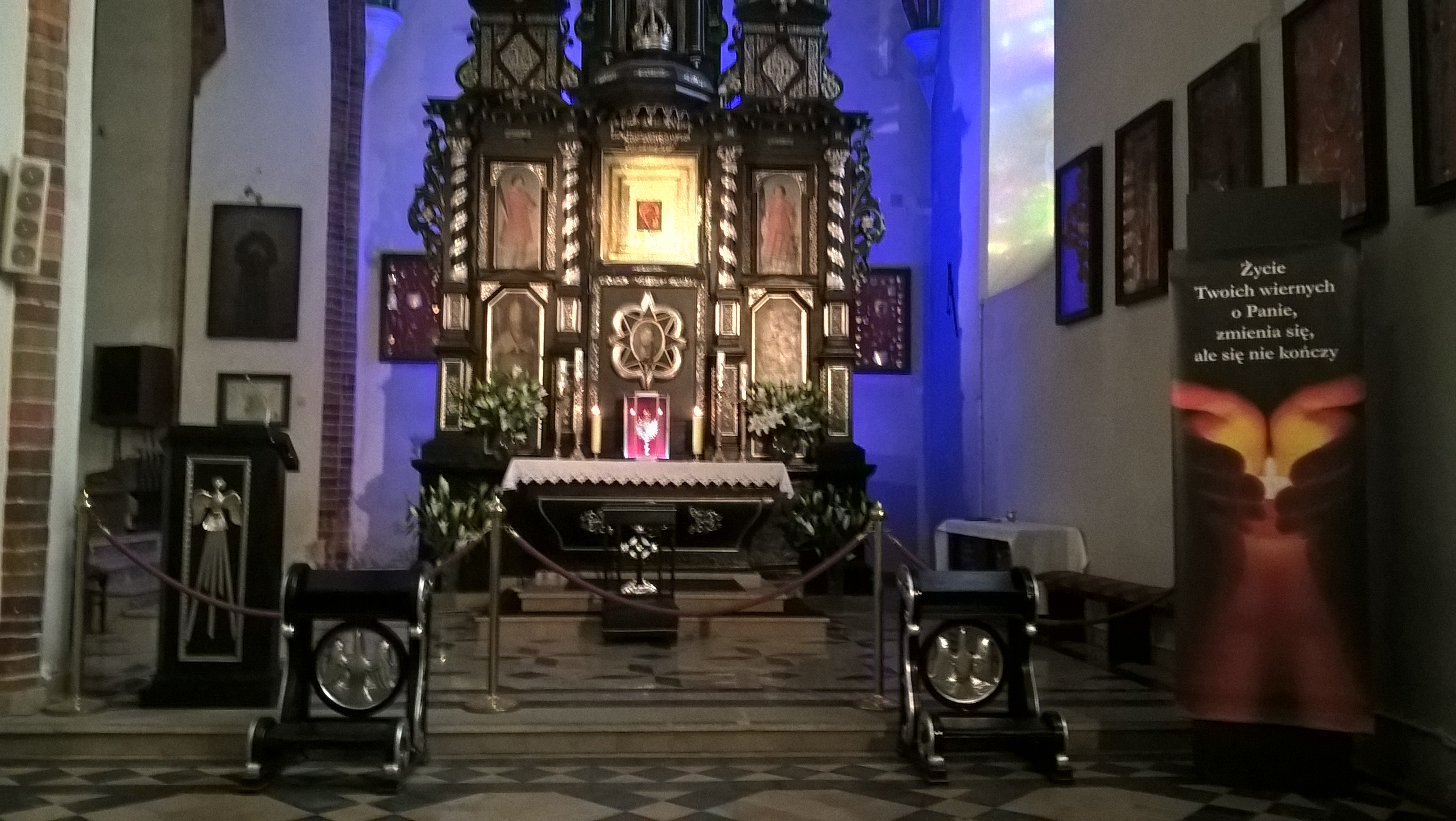
Bazylika w Szamotułach – ołtarz boczny z ruską ikoną Matki Boskiej Kazańskiej

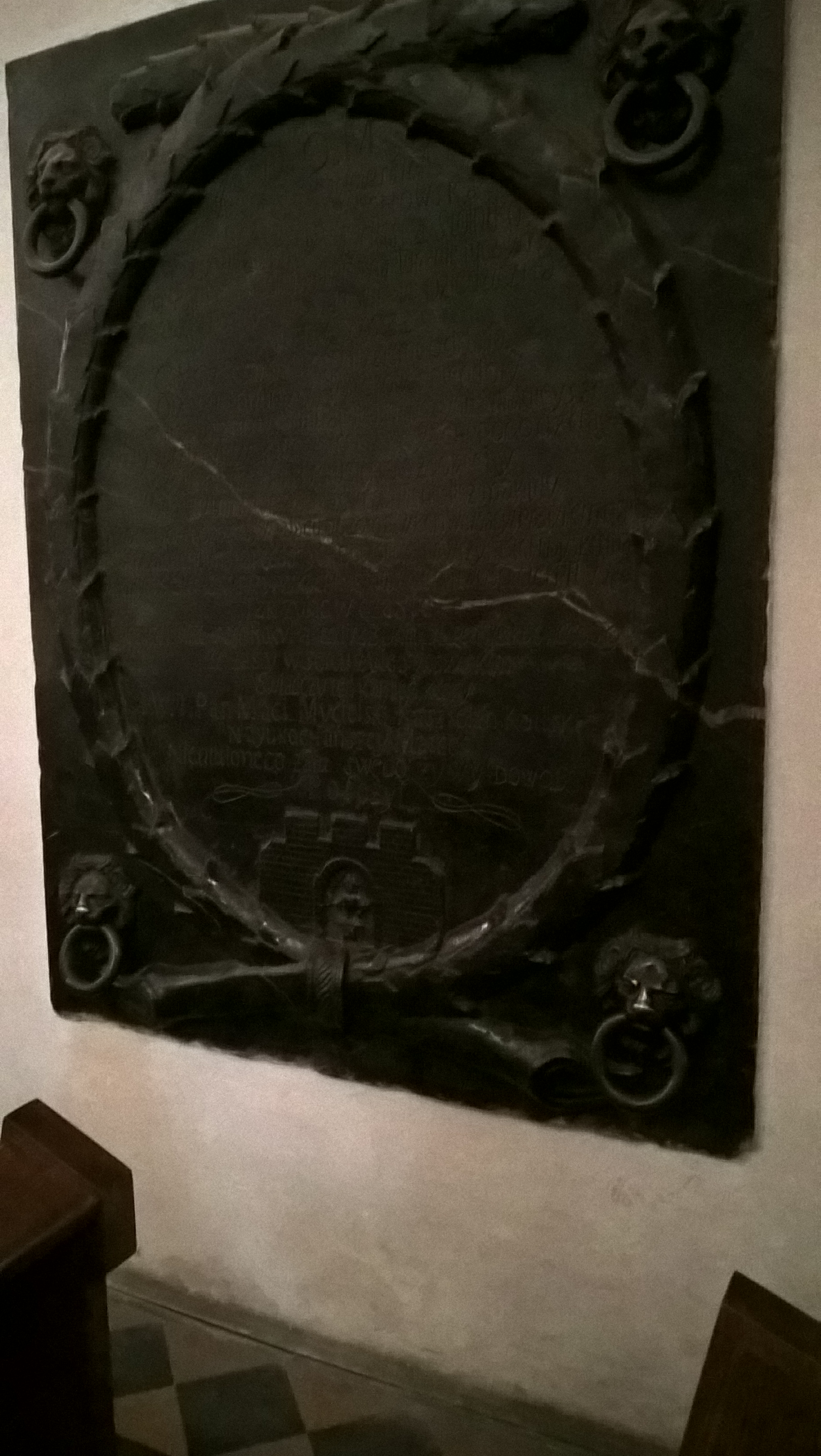
Barokowa płyta nagrobna Anny z Niegolewskich, Mycielskiej, Tuczyńskiej

- Późnorenesansowy ołtarz główny z około 1616 r., trójpolowy z dekoracją snycerską o motywach roślinnych i okuciowych autorstwa prawdopodobnie Stanisława Kossiorowicza z Poznania. Na gzymsach ołtarza rzeźby apostołów św. Piotra i św. Pawła, na szczycie natomiast zmartwychwstały Chrystus i aniołowie. W trzech polach ołtarza w miejsce skradzionego tryptyku – w polu głównym kopia obrazu zdjęcie z krzyża wg Luca Giordano oraz kopie skrzydeł skradzionego tryptyku – obrazy patronów kolegiaty – św. Stanisława Biskupa oraz św. Marcina. Pierwotny tryptyk z 1521 roku nieznanego autora pt Wniebowzięcie Najświętszej Marii Panny z ołtarza głównego został skradziony przez okupanta hitlerowskiego w 1941 r. Fundatorem tryptyku był Łukasz Górka. W środkowym skrzydle tryptyku znajdował się obraz przedstawiający wniebowzięcie Marii, natomiast na awersach skrzydeł bocznych namalowany był św. Stanisław i św. Marcin, a na rewersach ośmiu świętych: Cyryl, Metody, Katarzyna, Otylia, Jan Ewangelista, Łukasz, Barbara i Dorota. W 1993 roku niemiecka dziennikarka gazety "Frankfurter Allgemeine Zeitung" – Kerstin Holm badając losy skradziony w czasie II wojny światowej dzieł sztuki odnalazła szamotulski tryptyk w Aszchabadzie w Turkmenistanie w centralnym muzeum Turkmenistanu. Armia ZSRR przejęła skradzione przez hitlerowców dzieła sztuki z Polski, a następnie sprzedawała je za złoto do azjatyckich republik. Tak też szamotulski tryptyk znalazł się w Turkmenistanie. Możliwość odzyskania dzieła pojawiło się dopiero kilka lat temu, gdyż wcześniej Polska nie utrzymywała stosunków dyplomatycznych z Turkmenistanem[4][5][11][12][13][14].
- Kopia barokowego ołtarza Matki Boskiej z 1701 roku autorstwa Antoniego Swacha wykonana w 1988 roku. Trzyosiowy i trzykondygnacyjny wykonany z bogatymi ornamentami snycerskimi. W głównej części, w bogatej srebrnej ramie obraz-ikona Matki Boskiej Pocieszenia „Szamotuł Pani” (ruska ikona Matki Boskiej Kazańskiej). Z boku ikony znajdują się obrazy św. Wojciecha Biskupa, św. Stanisława Biskupa, św. Wawrzyńca i św. Szczepana autorstwa przez Antoniego Swacha. W środkowej części ołtarza poniżej ikony obraz św. Stanisława Kostka w ramie w kształcie gwiazdy[2][4][5][11][15].
- Obraz Matki Bożej Pocieszenia „Szamotuł Pani”  Osobny artykuł: Obraz Matki Bożej Pocieszenia (Szamotuły).

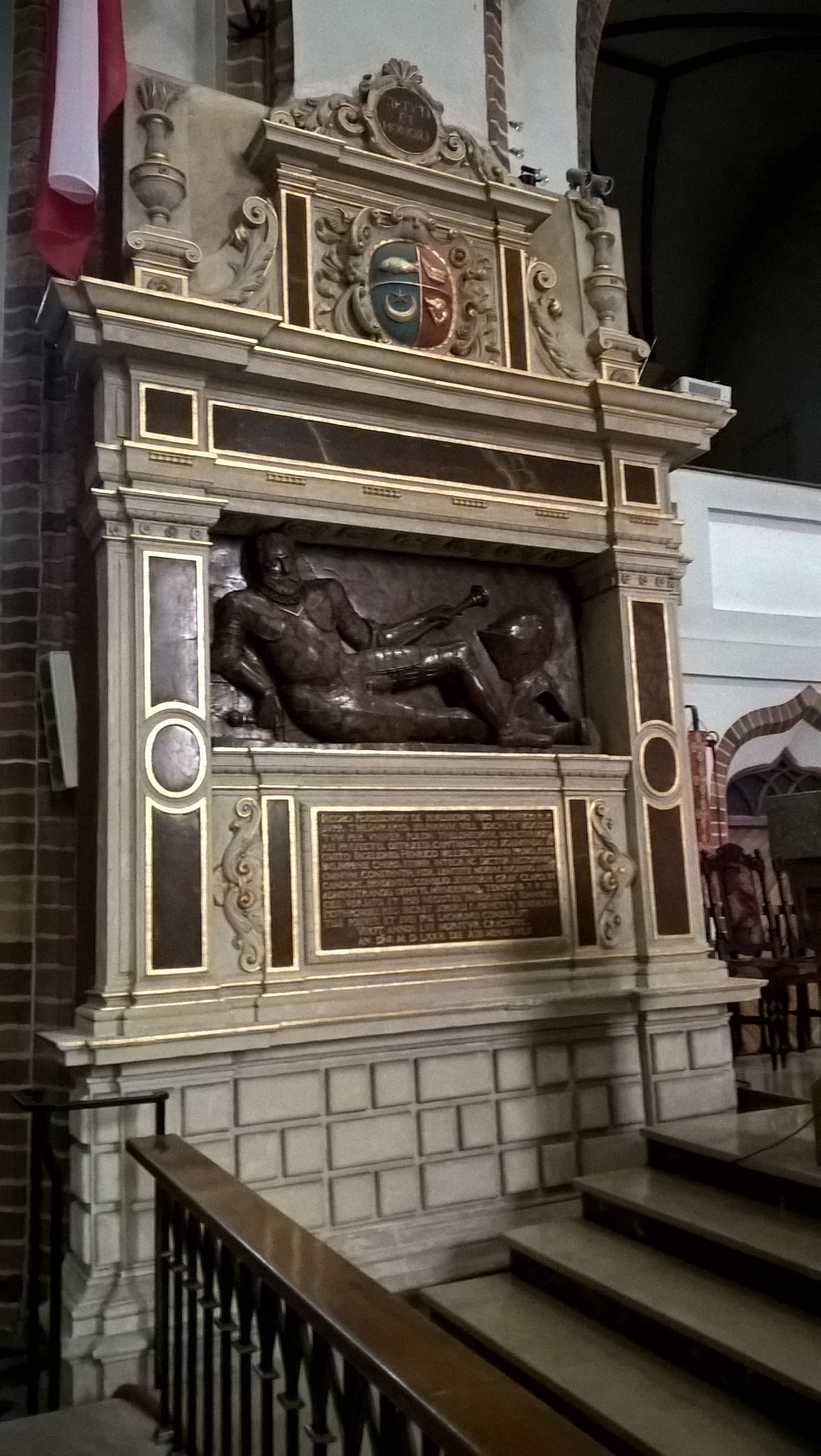
Nagrobek Jakuba Rokossowskiego

- Późnorenesansowy ołtarz z początku XVII wieku, dekoracja roślinna i okuciowa. W ołtarzu XIX-wieczny obraz św. Barbary, na prawo i lewo od obrazu rzeźby św. Sebastiana i św. Jana Chrzciciela w niszach między kolumienkami, na kolumienkach płaskorzeźby 12 apostołów. Na gzymsie rzeźby dwóch proroków oraz św. Barbary[4][5][11].
- Neogotycki ołtarz św. Krzyża z 1886 roku z rzeźbą Chrystusa ukrzyżowanego na środku i rzeźbami Matki Boskiej i św. Marii Magdaleny w wieżyczkach. Napisy na ołtarzu „Oto Syn Twój”, „Synu oto Matka Twoja”[4][11].
- Późnobarokowy XVII wieczny ołtarz św. Józefa z rzeźbą św. Józefa z Jezusem na rękach, rzeźbami aniołów w zwieńczeniu i płaskorzeźbą „Ucieczka do Egiptu” w antepedium[4][11].
- Późnorenesansowa sześcioboczna chrzcielnica z 2. połowy XVI wieku wykonana z piaskowca, w kształcie kielicha. Na chrzcielnicy alabastrowe płaskorzeźby przedstawiające: Zwiastowanie, Hołd Pasterzy, Hołd Trzech Króli, Obrzezanie, Ofiarowanie w Świątyni oraz Ucieczkę do Egiptu. Drewniany wazon empirowy oraz cokół z 1804 roku[4][5][11].
- W nawie głównej nagrobek Jakuba Rokossowskiego zmarłego w 1580 roku podskarbiego koronnego – wykonany z czerwonego marmuru i piaskowca (autor włoski rzeźbiarz Hieronim Canavesi). Przedstawia płaskorzeźbę podskarbiego – rycerza w zbroi z buławą hełmem i mieczem. W zwieńczeniu nagrobka herby Świnka, Leliwa, Łodzia i Glaubicz. Pod płaskorzeźbą tablica w języku łacińskim z wymienionymi zasługami podskarbiego[4][5][11].
- Na ścianie południowej spiżowa płyta nagrobna wojewody i dyplomaty Andrzeja Szamotulskiego z 1505 roku, wykonana w warsztatach Vischerów w Norymberdze, prawdopodobnie przez Hermana Vischera Młodszego, jeszcze za życia Andrzeja Szamotulskiego. Płyta zrabowana przez hitlerowców w czasie II wojny światowej, odnaleziona w Sankt Petersburgu, skąd w 1990 r. powróciła do Szamotuł. Napis na płycie w tłumaczeniu na język polski brzmi: „W tym grobowcu spoczywa zmarły wielmożny ów Andrzej Szamotulski z Szamotuł – wojewoda poznański, najlepszy senator całego królestwa, uczonością, wymową oraz roztropnością między obcymi narodami, najznakomitszy jak gdyby delfin (tu słowo nieczytelne), którego w wieku 59 lat nie bez wielkiej straty dla Rzeczypospolitej, usunęła przedwczesna śmierć, roku zbawienia 1511 dnia 23 miesiąca maja”[2][11][13].Gotycki krucyfiks z około 1370 r. na belce tęczowej w przejściu z prezbiterium do nawy głównej

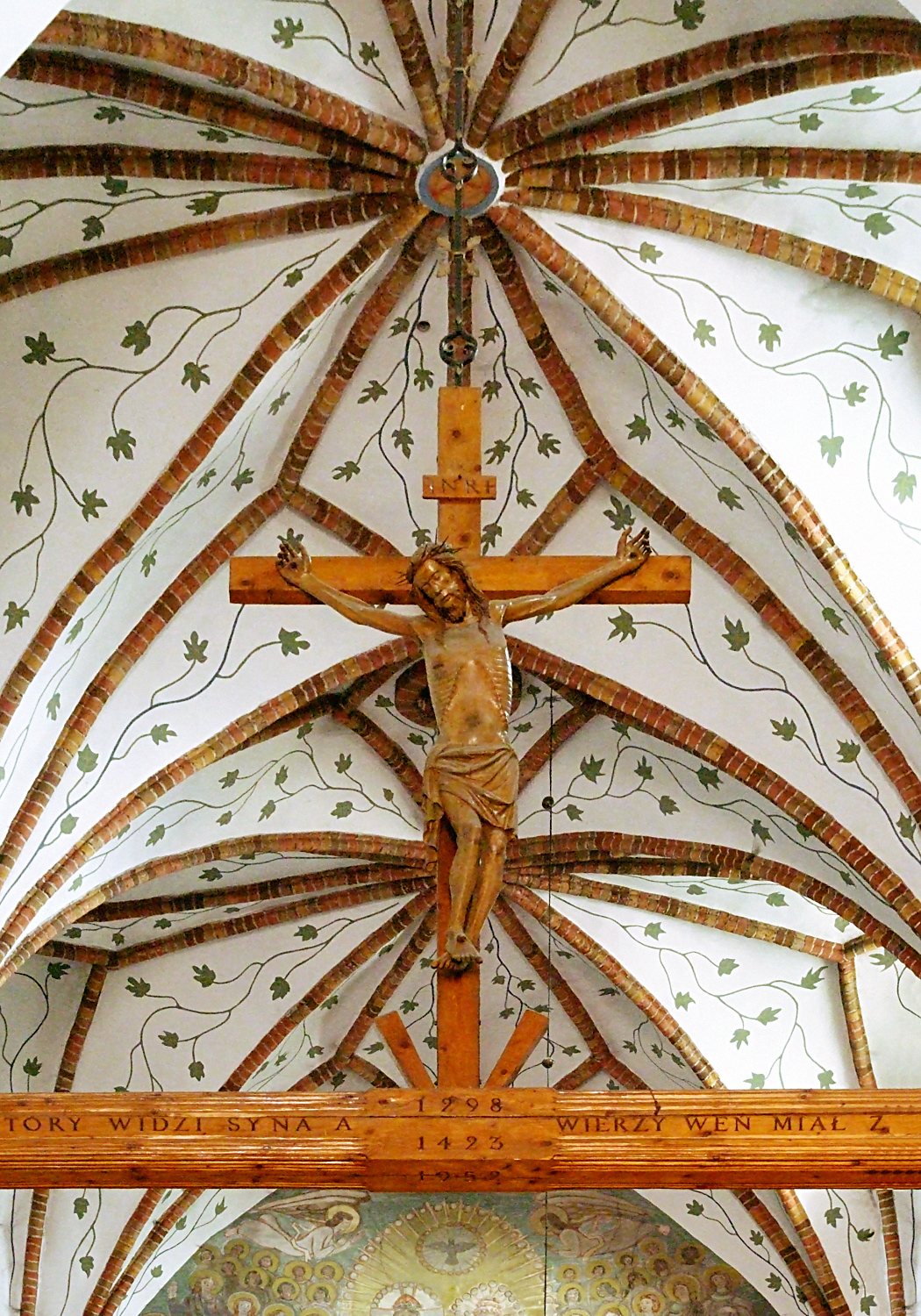
Gotycki krucyfiks z około 1370 r. na belce tęczowej w przejściu z prezbiterium do nawy głównej

- W prezbiterium lampa wieczna z ok. 1. połowy XVII w., dar króla Jana Kazimierza jako wotum wdzięczności za otrzymane łaski. Na lampie ozdoby – półpostacie aniołów i ornamentowe małżowiny[4][11].
- W przejściu z prezbiterium do głównej nawy zawieszona belka tęczowa, na środku której znajduje gotycki krucyfiks z około 1370 r. nieznanego artysty[2][11].
- Neogotycka ambona z 1893 roku[11].
- Barokowy krucyfiks z 2. połowy XVII wieku w kruchcie kościoła[4][5].
- Tablica pamiątkowa z 1883 roku w 200 rocznicę zwycięstwa polskiej armii w bitwie pod Wiedniem pod dowództwem Króla Jana III Sobieskiego[4].
- Barokowa płyta nagrobna z czarnego marmuru z początku XVIII wieku – starościny powidzkiej – Anny z Niegolewskich, Mycielskiej, Tuczyńskiej. Obramowanie w kształcie wińca laurowego, na dole herb Niegoleskich, a w narożnikach brązowe antaby w kształcie lwich głów.[4][5]
- XIX wieczna płyta epitafijna Kościelskich – Jan Nepomucen (zm. 1885); Bolesław (zm. 1894) i Antoni (zm. 1863 w trakcie powstania styczniowego)[4].
- Klasycystyczna płyta epitafijna Marcjanny Kolankowskiej (zm. 1802)[5].
- Płaskorzeźba św. Stanisława Kostki i Matki Boskiej z dzieciątkiem z 1924 roku[4].

## Koronacja obrazu i nadanie godności bazyliki mniejszej
Staraniami proboszcza szamotulskiego – księdza prałata Albina Jakubczaka – papież Paweł VI wydał dekret (3 grudnia 1969 r.) pozwalający na koronację obrazu. Uroczystość koronacji miała miejsce 20 września 1970 roku. W obecności 70 tysięcy wiernych i kilkuset kapłanów ksiądz prymas Stefan kardynał Wyszyński przy asyście księdza arcybiskupa Antoniego Baraniaka metropolity poznańskiego oraz ordynariusza gdańskiego księdza biskupa Edmunda Nowickiego dokonał uroczystej koronacji obrazu koronami papieskimi.
44 lata później, 20 września 2014 roku, odbyła się uroczysta msza, w trakcie której odczytano dekret papieski o nadaniu kolegiacie tytułu bazyliki mniejszej. Na prośbę arcybiskupa Stanisława Gądeckiego – Stolica Apostolska – 22 czerwca 2014 roku kolegiata otrzymała tytuł bazyliki mniejszej dekretem Kongregacji ds. Kultu Bożego i Dyscypliny Sakramentów. Tym samym szamotulski kościół dołączył do grona czterech innych bazylik mniejszych w archidiecezji poznańskiej – bazyliki archikatedralnej w Poznaniu, bazyliki kolegiackiej w Poznaniu, bazyliki kolegiackiej w Lesznie oraz bazyliki na Świętej Górze koło Gostynia.

## Legendy związane z kościołem
Z kolegiatą szamotulską wiąże się kilka podań i legend.
Jedna z legend głosi, że w wigilię Święta Zmarłych do kościoła przychodzą duchy z cmentarza, które używając piszczeli, drążą w ścianach kościoła otwory, a kiedy przebiją się przez ścianę, nastąpi koniec świata. Otwory w ścianach kościoła w rzeczywistości wydrążyli wierni, gdyż w dawnych czasach wierzono w leczniczą moc proszku z cegieł.
Inna z legend głosi, że w niszy w kościele modliła się Halszka z Ostroga. Do kościoła przychodziła tunelem z baszty, w której więził ją mąż – Łukasza III Górka.
Kiedyś przy kościele miał rosnąć wiąz, przy którym podobno ucztował Jan III Sobieski. Drzewo było niskie, ale grube i przeszkadzało procesjom i konduktom żałobnym. Postanowiono więc ściąć owo drzewo. Kilku drwali uderzało siekierami, jednak nie uczyniły one drzewu żadnej krzywdy, gdy użyto piły – ta pękła, a ze skaleczonej kory popłynęła krew. Na wieść o tym proboszcz kazał przerwać prace i opatrzyć drzewo. Po latach, gdy zapomniano o tych wydarzeniach i przyszedł nowy kapłan, znów próbowano ściąć drzewo. Historia powtórzyła się, a drzewo wdzięczne za ocalenie rozrosło się do dużych rozmiarów. Ostatni raz miało krwawić po III rozbiorze Polski.
Wiąz Marysieńki rosnący do 1980 roku przy kościele według legendy miał posadzić król Jan III Sobieski.
Do króla Jana III Sobieskiego odnosi się jeszcze inna legenda, według której ikona Matki Boskiej Kazańskiej miała pochodzić z ołtarza obozowego należącego do króla, który to ołtarz również miał być przechowywany w szamotulskim kościele.

## Otoczenie
Wokół kościoła rosną stare kasztanowce o obwodzie do około 250 centymetrów. Przy plebanii rośnie cis pospolity – obwód 160 centymetrów. Do 1980 roku przy kościele rosły trzy stare wiązy – najstarszy z nich „Wiąz Marysieńki” miał około 500 lat i obwód 760 centymetrów (najgrubszy wiąz w Wielkopolsce), „Sobieski” miał około 450 lat i obwód około 600 cm, a „wiąz rok 1683” miał około 250 lat i obwód około 250 cm. Wiązy decyzją Wojewódzkiej Rady Narodowej w Poznaniu – w 1956 roku zostały uznane za pomniki przyrody.
Kościół od wschodu i zachodu otoczony jest murem z czerwonej cegły. Prowadzą do niego dwie bramy: zachodnia i wschodnia wybudowana pod koniec XIX wieku brama – dzwonnica, w której umieszczono krucyfiks z trzecie ćwierci XVIII wieku (krucyfiks pochodzi z kościoła Świętego Krzyża w Szamotułach).
Przy murze od wschodu dzwonnica murowana z czerwonej cegły zaprojektowana przez Stefana Cybichowskiego, poświęcona w 1930 roku przez biskupa poznańskiego Walentego Dymka. Część dzwonów tworzyła kurant autorstwa Feliksa Nowowiejskiego – „Witaj śliczna i dziedziczna Szamotuł Pani”, który pierwszy raz wybrzmiał 24 grudnia 1930 roku. W czasie II wojny światowej w 1941 roku hitlerowcy ukradli dzwony i przetopili je na broń.
Na placu przy kościele pomnik z 2003 roku – pamiątka 25-lecia pontyfikatu Jana Pawła II – płaskorzeźba przedstawiający Jana Pawła II w uścisku z prymasem kardynałem Stefanem Wyszyńskim. Nieco dalej drewniany krzyż i głaz z 2007 roku z tablicą z orłem i napisem „Gdzie są ich groby, Polsko! Gdzie ich nie ma, Ty wiesz najlepiej i Bóg wie na niebie!” (Artur Oppman – Pacierz za zmarłych) – słowa te wypowiedział Jan Paweł II 2 czerwca 1979 r. w trakcie homilii w Warszawie.
W południowo-zachodnim narożniku muru kościelnego w 1948 roku za sprawą księdza prałata Franciszka Foreckiego powstała kamienna grota Matki Bożej z dzieciątkiem w darze szamotulan za przeżytą II wojnę światową.